# Estación de Monreal de Ariza
Monreal de Ariza es un apeadero ferroviario situado en el municipio español homónimo en la provincia de Zaragoza, comunidad autónoma de Aragón. Cuenta con servicios de Media Distancia.

## Situación ferroviaria
La estación se encuentra en el punto kilométrico 200,4 de la línea férrea de ancho ibérico que une Madrid con Barcelona a 728 metros de altitud, entre las estaciones de Santa María de Huerta y de Ariza. El tramo es de doble vía y está electrificado.

## Historia
La estación fue inaugurada el 25 de mayo de 1863 con la apertura del tramo Medinaceli - Zaragoza de la línea férrea Madrid-Zaragoza por parte de la Compañía de los Ferrocarriles de Madrid a Zaragoza y Alicante o MZA. En 1941, la nacionalización del ferrocarril en España supuso la integración de MZA en la recién creada RENFE. 
Desde el 31 de diciembre de 2004 Renfe Operadora explota la línea mientras que Adif es la titular de las instalaciones ferroviarias.

## La estación
Dista unos 800 metros de la población por carretera parcialmente asfaltada. Posee dos vías y dos andenes adaptados. Los cambios de andén se hacen a nivel. No existe edificio de viajeros, únicamente un refugio hecho de ladrillo y hormigón en el costado sentido Barcelona, conectado al andén por una rampa.

## Servicios ferroviarios

### Media Distancia
Renfe presta servicio de Media Distancia gracias a sus trenes Regionales en el siguiente trayecto:
| Línea MD | Trenes   | Origen/Destino |  | Destino/Origen      |
| -------- | -------- | -------------- |  | ------------------- |
| '        | Regional | Arcos de Jalón |  | Zaragoza-Miraflores |